# Ctenaulis acutivalvis
Ctenaulis acutivalvis là một loài bướm đêm trong họ Geometridae.